# Oncocnemis benjamini
Oncocnemis benjamini är en fjärilsart som beskrevs av Arthur Ward Lindsey 1923. Oncocnemis benjamini ingår i släktet Oncocnemis och familjen nattflyn. Inga underarter finns listade i Catalogue of Life.